# Michail Aljosjin
Michail Petrovitsj Aljosjin (Russisch: Михаил Петрович Алёшин) (Moskou, 22 mei 1987) is een Russisch autocoureur.

## Carrière
Aljosjin reed tussen 2003 en 2005 in verschillende Formule Renault kampioenschappen. Hij won een race op de Motorsport Arena Oschersleben voor het Duitse Formule Renault kampioenschap in 2005 en eindigde dat jaar op de tweede plaats in de eindstand. In oktober 2005 reed hij twee races in de A1GP voor het Russische team.
In 2006 stapte Aljosjin over naar de Formule Renault 3.5 Series en bleef drie jaar in deze raceklasse racen. Hij won een race op de Autodromo Nazionale Monza in 2007. Hij eindigde de drie jaar in deze raceklasse op respectievelijk een elfde, een dertiende en een vijfde plaats in de eindstand. In 2009 maakte hij de overstap naar het Formule 2 kampioenschap. Hij won een race op de Motorsport Arena Oschersleben en werd derde in het eindklassement.
In 2010 keerde Aljosjin terug naar de Formule Renault 3.5, het jaar waarin hij de titel won. In 2011 reed hij oorspronkelijk in de GP2 Series, waar hij in 2007 ook al reed, maar door problemen met zijn budget kon hij het jaar niet afmaken. Vervolgens ging hij in het Duitse Formule 3-kampioenschap rijden, waar hij achttiende werd. Ook nam hij deel aan één raceweekend van de Superleague Formula voor Team Rusland.
In 2012 keerde Aljosjin fulltime terug in de Formule Renault 3.5 voor het Russische Team RFR. In de laatste race van het seizoen op het Circuit de Catalunya behaalde hij de pole position en eindigde als tweede achter António Félix da Costa en voor zijn nieuwe teamgenoot Aaro Vainio. Team RFR deed na het seizoen 2012 niet meer mee aan de Formule Renault 3.5, waardoor Aleshin overstapte naar het kampioensteam Tech 1 Racing naast Nigel Melker.
In 2014 rijdt Aljosjin in de IndyCar Series voor het team Schmidt Peterson Hamilton Motorsports. Hiermee wordt hij de eerste Rus die in dit kampioenschap rijdt.

## Resultaten in de Formule 2
| Jaar | 1     | 2     | 3     | 4       | 5      | 6     | 7      | 8     | 9     | 10    | 11    | 12    | 13    | 14      | 15    | 16    | Rang | Punten |
| ---- | ----- | ----- | ----- | ------- | ------ | ----- | ------ | ----- | ----- | ----- | ----- | ----- | ----- | ------- | ----- | ----- | ---- | ------ |
| 2009 | VAL 4 | VAL 6 | BRN 2 | BRN Ret | SPA 18 | SPA 8 | BRH 10 | BRH 3 | DON 2 | DON 7 | OSC 5 | OSC 1 | IMO 7 | IMO Ret | CAT 2 | CAT 7 | 3e   | 59     |